# Павле Јурина
Павле Јурина (2. јануар 1955 — 2. децембар 2011) био је југословенски рукометаш.

## Биографија
Рођен је у Леденику код Нашица. Рукометну каријеру је започео у Партизану из Нашица (данас Нексе Нашице). Касније је играо за бјеловарски Партизан, као и за италијанске и немачке клубове. Са Партизаном из Бјеловара је освојио два првенства Југославије 1977, 1979. и Куп Југославије 1976. године.
Са репрезентацијом Југославије био је учесник Олимпијских игара 1980, а освојио је златну медаљу на Олимпијским играма 1984. у Лос Анђелесу. На Светском првенству у Дортмунду 1982. године, био је члан тима који је освојио сребрну медаљу. Има још две златне медаље са Медитеранских игара 1979. у Сплиту и 1983. у Казабланци. Укупно је забележио 132 наступа за државни тим и постигао 389 голова. Након играчке каријере углавном је тренирао клубове у Италији.
Преминуо је од последица срчаног удара, након што је са пријатељем играо сквош у Бјеловару 2. децембра 2011. године.

## Успеси
Југославија
- медаље
- злато Олимпијске игре 1984. Лос Анђелес.
- сребро Светско првенство 1982. Западна Немачка.
- злато Медитеранске игре 1979. у Сплиту и 1983. у Казабланци.